# Moncale
Moncale est une commune française située dans la circonscription départementale de la Haute-Corse et le territoire de la collectivité de Corse. Elle appartient à l'ancienne piève d'Olmia, en Balagne.

## Géographie
Moncale se trouve en Balagne. Elle est l'une des quatorze communes du canton de Calvi et l'une des quatorze mêmes communes composant la communauté de communes de Calvi Balagne.

### Situation
Moncale est une petite commune située au sud-est de Calvi, enclavée dans celle de Calenzana dont elle possède en indivision 1/6e du territoire. De ce fait, elle possède une partie de la forêt indivise de Calenzana – Moncale, vaste forêt communale, u Valdu di Bunifatu, qui ne couvre pas même une partie de son territoire. Elle est, comme Calenzana, propriétaire indivise du barrage de l'Argentella, entièrement situé sur la commune de Galeria.

### Géologie et relief
La commune se situe dans la « Corse granitique », à l'ouest du sillon dépressionnaire central de l'île, sillon étroit constitué pour l'essentiel de terrains sédimentaires secondaires et tertiaires qui coupe l'île du nord-ouest au sud-est, depuis l'Ostriconi jusqu'au Solenzara. Son sol est granitique sur la majeure partie du territoire.
Ce territoire est représenté par une petite plaine ouverte vers l'ouest et enserrée par ailleurs par de courtes chaînes de moyennes montagnes :
- au nord, par des collines dont le plus haut sommet est U Capu di Piedi Mezzani (331 m - Calenzana) ;
- à l'est, par d'autres collines dont le sommet qui atteint 408 mètres domine le village. Entre ces collines, se situe le col de Neraghja (283 m) franchi par la route D51.
- au sud, par une arête de la chaîne montagneuse qui encercle Calenzana, avec Monte Calzolu (534 m) le plus haut sommet de la commune.

### Hydrographie

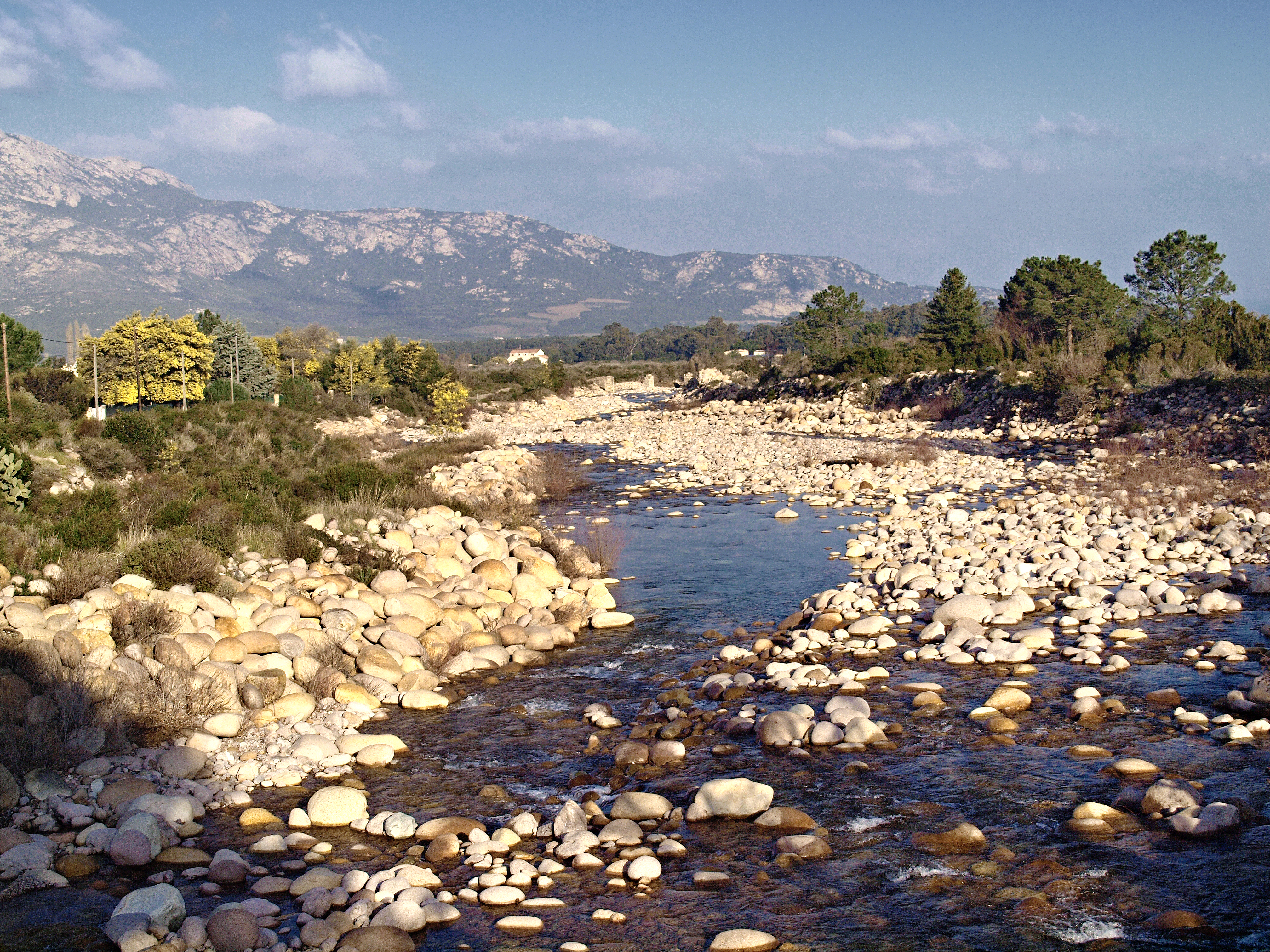
La Figarella en aval du pont de la D 51.

La plaine est arrosée par le ruisseau de Vignali qui va grossir le ruisseau de Pelliciani (Calenzana) peu avant sa confluence avec la Figarella, fleuve côtier tributaire du golfe de Calvi, au lieu-dit a Foce au nord du camping Dolce Vita. Ce torrent, qui descend de la Spasimata, délimite le territoire de la commune sur une partie de son cours, depuis le pont de la Figarella (« à cheval » entre les communes de Calenzana et de Moncale) au sud, jusqu'à la passerelle au Nord.

### Climat et végétation
Moncale bien que ne possédant pas de façade maritime, bénéficie d'un climat méditerranéen aux écarts thermiques faibles dû à la proximité de la mer. Son territoire en forme de cuvette, protégé du vent d'ouest dominant, lui confère des températures douces. Les étés chauds et secs, augmentent les risques d'incendie en fin de saison. La plaine morcelée, où les parcelles sont en jachère, sont des pâturages pour les éleveurs de bovins et d'ovins. Les hauteurs à l'alentour du village sont plantées essentiellement d'oliviers. Plaine et coteaux qui bordent la commune à l'est, étaient il n'y a pas encore longtemps, plantés de vignes.

### Voies de communication et transports

#### Accès routiers

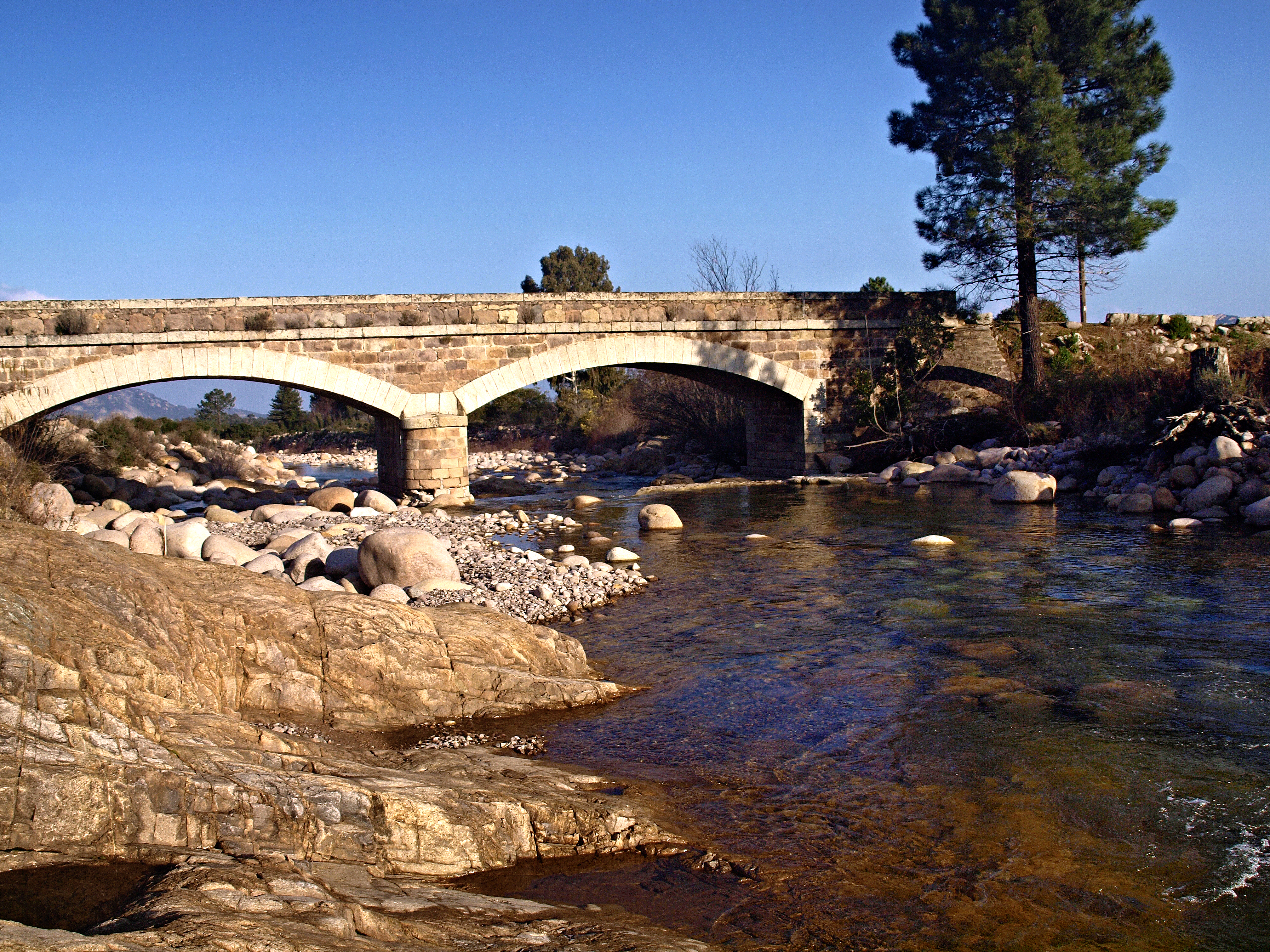
Pont de la Figarella (route D 51).

Moncale est traversée par la D 51, une petite route départementale sinueuse qui part de Calenzana pour rejoindre la D 81, route reliant Calvi à Ajaccio par le littoral.
Aux abords, et dans le village, plusieurs sentiers muletiers "i chjassi" - utilisés comme tels jusqu'au début des années soixante - sont en cours de réhabilitation. Certains, balisés, comme la Boucle de Santa Lucia, ont vocation de sentier de découverte. On citera, entre autres, le chemin de Moncale à Calvi, le chemin de Moncale à Galéria.

#### Transports
Moncale est distant de :
- 14 km de la gare de Calvi, gare la plus proche ;
- Après l'abandon du port de commerce de Calvi, le port de commerce le plus proche est celui de L'Île-Rousse situé à 28 km ;
- 13 km de l'aéroport de Calvi-Sainte-Catherine, l'aéroport le plus proche ;
- La commune dispose d'une station de taxi.

## Urbanisme

### Typologie
Moncale est une commune rurale, car elle fait partie des communes peu ou très peu denses, au sens de la grille communale de densité de l'Insee,,,.
Par ailleurs la commune fait partie de l'aire d'attraction de Calvi, dont elle est une commune de la couronne. Cette aire, qui regroupe 15 communes, est catégorisée dans les aires de moins de 50 000 habitants,.

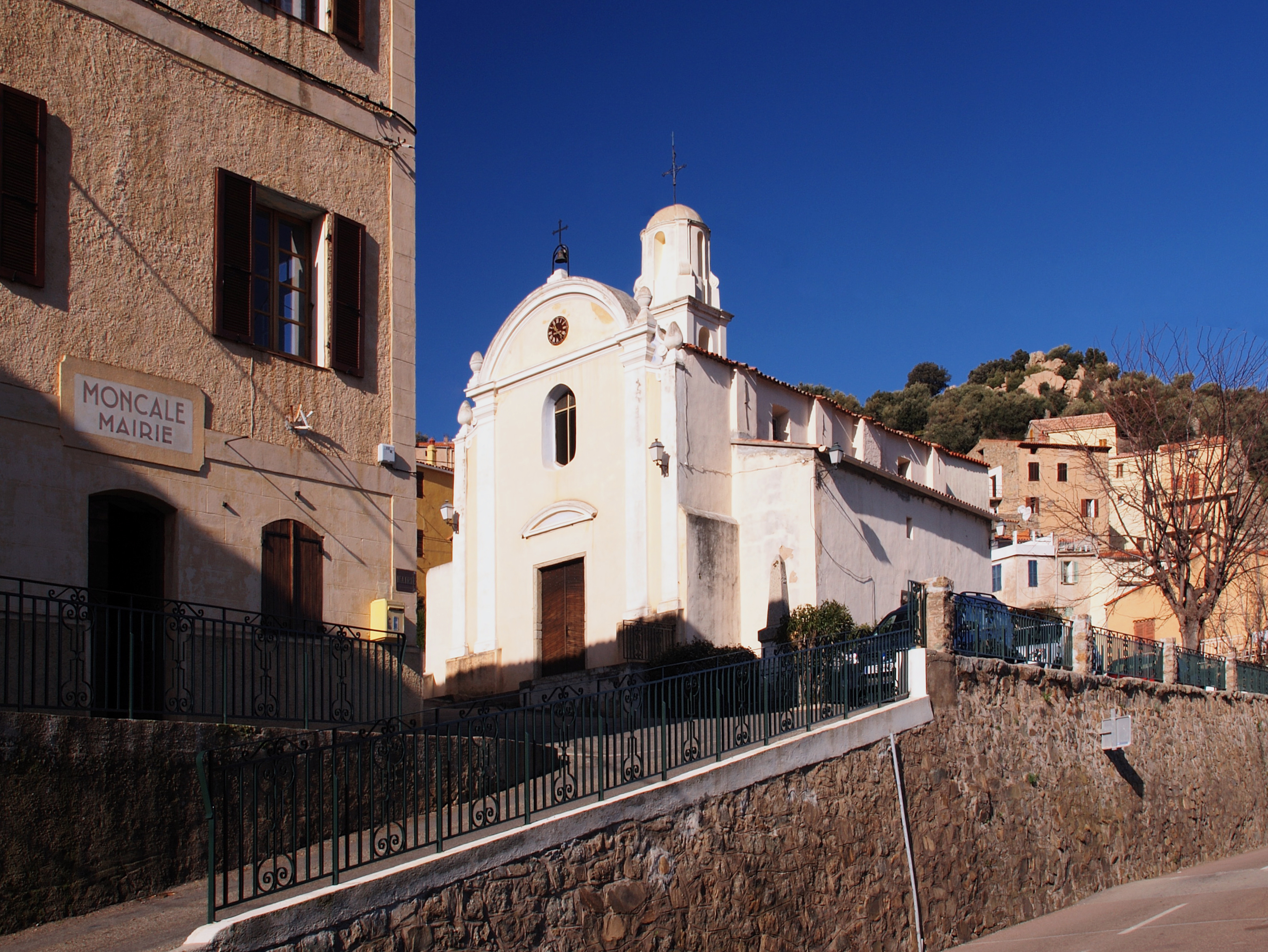
Au centre du village, mairie, église et monument aux morts.

Le village construit en terrasses en plein est, de part et d'autre de la route départementale, est entouré d'oliviers dont certains séculaires. Les principaux hameaux sont I Terrazzoni, I Zucchesi et Pelliciani, à l'ouest de la commune. Les habitations s'étagent autour de l'église paroissiale ; elles présentent des façades austères avec de rares balcons, crépies et sont couvertes de tuiles rouges.
Il est situé proche d'à peine un kilomètre de celui de Calenzana et à une dizaine de kilomètres de l'aéroport international de Calvi Sainte-Catherine. Proche de Calvi réputé pour la cherté de son foncier, Moncale se développe de nos jours harmonieusement avec de nouvelles villas au hameau de I Terrazzoni.
Aux abords du village, généralement sur les hauteurs, des aires aménagées (l'aghja) sont encore visibles ; certaines, dallées, sont en parfait état de conservation. Sur ces sites, nommés a tribbiatoghja (plus spécifiquement « aire de battage »), on retrouve souvent u tribbiu, grosse pierre arrondie de granit munie d'un anneau de métal ou creusée d'une gorge, attachée à une chaîne et destinée à battre le grain dans l'aire de battage. Les deux sites de a Tribbiatoghja et de i Teghjali (au sud-est) ont servi jusqu'à une époque récente de carrières pour la finesse de leurs granites. On peut encore y déceler des traces laissées par les coins de bois creusés dans la pierre, parfois en suivant une ligne en demi-cintre. Le bois mouillé, en gonflant faisait éclater la pierre selon la forme et la dimension voulues par le carrier.
Deux réservoirs d'eau alimentent le village, le premier à l'ouest du village, au lieu-dit "Petra Santa" le second, au sud-est du village, en bordure du chemin de Moncale à Galéria au lieu-dit "I Teghjali".

### Occupation des sols
L'occupation des sols de la commune, telle qu'elle ressort de la base de données européenne d’occupation biophysique des sols Corine Land Cover (CLC), est marquée par l'importance des forêts et milieux semi-naturels (77,8 % en 2018), une proportion identique à celle de 1990 (77,8 %). La répartition détaillée en 2018 est la suivante :
milieux à végétation arbustive et/ou herbacée (75,1 %), prairies (9,6 %), zones agricoles hétérogènes (8,2 %), zones urbanisées (4,3 %), espaces ouverts, sans ou avec peu de végétation (2,7 %), cultures permanentes (0,1 %). L'évolution de l’occupation des sols de la commune et de ses infrastructures peut être observée sur les différentes représentations cartographiques du territoire : la carte de Cassini (XVIIIe siècle), la carte d'état-major (1820-1866) et les cartes ou photos aériennes de l'IGN pour la période actuelle (1950 à aujourd'hui).

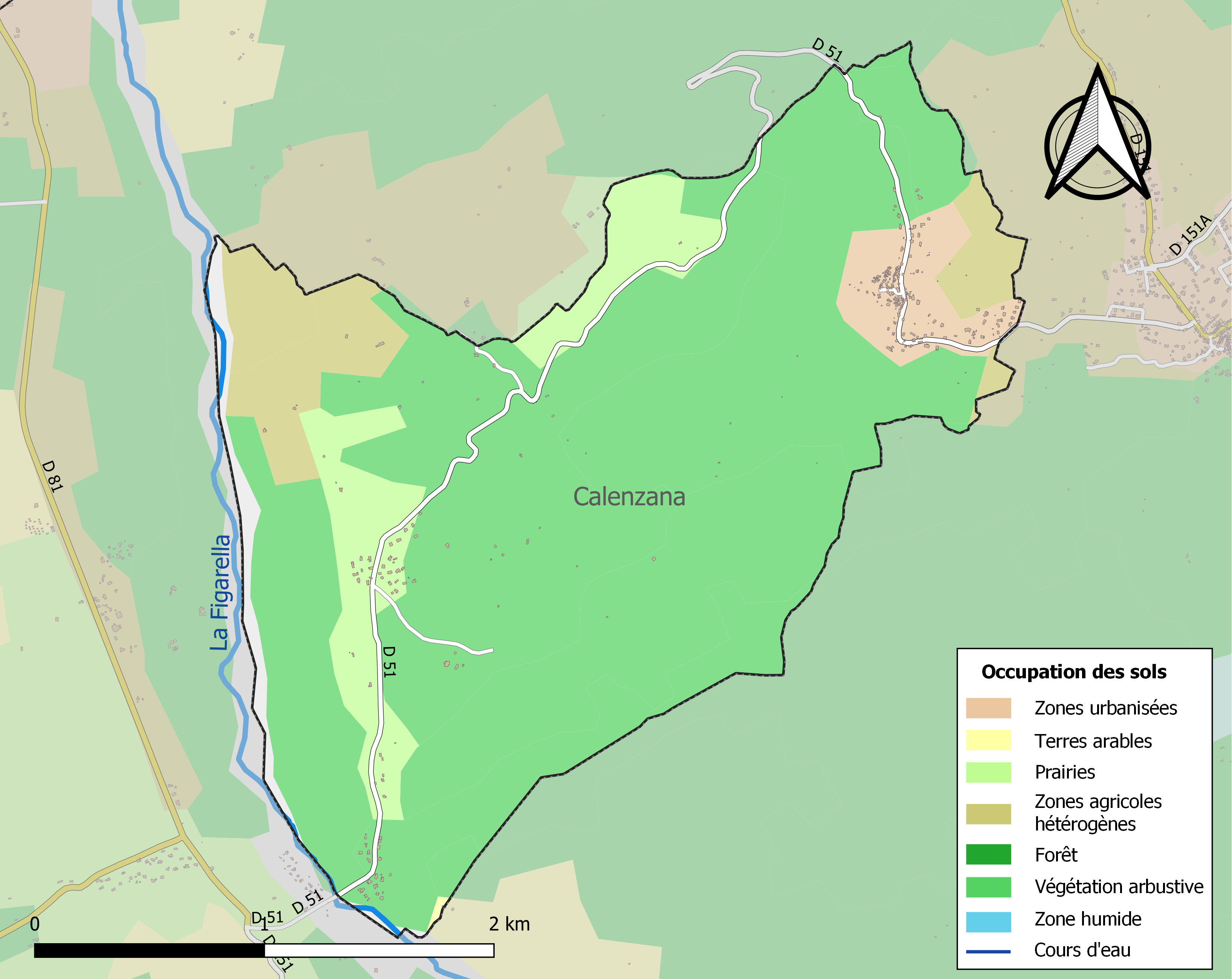
Carte des infrastructures et de l'occupation des sols de la commune en 2018 (CLC).

## Toponymie
Le nom en corse de la commune est u Mucale /u muˈgalɛ/. Ses habitants sont les Mucalacci.
Moca signifie lentille en italien, du latin muca (lentille, tache), et le suffixe ale est employé pour désigner un lieu.

## Histoire

### Préhistoire
Plusieurs sites de Moncale sont reconnus dater du Néolithique. Près du Lucu (le bois sacré), un rocher A Rocca Pagana porte des traces de cupules votives. Les lieux dits "Petra Cinta" ou "Petra Santa" peuvent avoir pour origine l'existence de dolmens. Sur les hauteurs du village, des artefacts témoignent d'une occupation humaine permanente.

### Antiquité
À l'est du village, dans le quartier des Corroyeurs, U Curralinu, la découverte d’alênes confirme la présence d'ateliers où étaient fabriquées les loricæ (armures), destinées à la garnison romaine de Calensani. À l'ouest, la plaine de Pelliciani a conservé dans son nom l'origine des peaux utilisées par les artisans du cuir.

### Moyen Âge
L'existence de Moncale (il Mocale) est attestée depuis 1303. Dans les archives de la Congrégation des Religieuses de l'Assunta de Moncale, il est retrouvé trace d'une demande faite par les religieux franciscains auprès de Boniface IX, qui obtinrent de Rome l'indulgence plénière du Saint Rosaire in articulo mortis pour toutes les sœurs de cette congrégation.
Au moment de la formation de la pieve d'Ulmia ou Olmia, vers 1330, sous l'administration du sgiò Pietro, un certain nombre de villages se sont unis pour former le village de Calenzana (Calensani), d'autres ont constitué le village de Mocale : U Campusiligu, E Scupuline, E Crucichje et E Cuntee. Toutefois, en raison de dissensions politiques, Mocale s'est séparé pour un temps d'Olmia pour se placer en vassalité du Comte de Pino, Guido di Savello, de Curbaia, lui-même feudataire des Cinarchesi. La limite qui séparait la Balagne "di quà" de la Balagne "di là" était située au gué de la Morta, sur les terres du signor Gianbattista Marini de Calenzana. S'y trouvaient une bâtisse où se réunissaient les chefs des populations des deux Balagnes pour discuter d'affaires communes et un tribunal commun, l'Arringu, ainsi qu'il ressort de vieilles cédules d'huissiers.
La Balagne "di là", de Moncale à U Sià, comptait une quarantaine de villages. Quatre ponts permettaient d'accéder à la Balagne "di là" : deux situés à E Foghje, un à Sant Antone et le dernier à A Porta Vechja.
Les trois familles fondatrices de Moncale sont : la famille Maraninchi, vraisemblablement originaire de la Marana, à l'embouchure de la Figarella, dont la demeure comtale, A Cuntea, se dressait sur les hauteurs du village actuel. Du "château" qui a disparu, Daniel Istria a pu restituer les fondations dans son ouvrage "Pouvoirs et fortifications dans le nord de la Corse – XIe – XIVe siècle", Éditeur Piazzola 2005. Par souci d'économie, les pierres ont servi à l'édification des maisons du village. Mais on peut encore voir sur le piton rocheux une pierre de seuil et une citerne creusée dans le sol ; la famille Dary (ou Darj ou Darii) qui occupait une crête plus à l'est, E Scupuline, sous les contreforts du Capu à e Vache, faisant face au château des Maraninchi ; et la famille Alfonsi sur les hauteurs de E Crucichje, en contrebas de E Scupuline.
Les archives de la famille Dary mentionnent que Moncale fut érigée en paroisse (église de Santa Margarita) et en commune distincte de Calenzana, en 1367 sous le prêtre Dario Dary. La première chapelle de Moncale, Santa Margarita, surplombant la plaine de Novale, était située à proximité des derniers lacets menant au col de Neraghja. Une seconde église, placée sous le vocable de San Tumà, a été érigée non loin de l'actuel ancien cimetière. Le col, A Bocca di a Neraghja (littéralement le col de la noirceur), trouve son origine dans le fait qu'en arrivant de la plaine de la Paratella, lumineuse, largement ouverte sur la baie de Calvi, on aborde le village de Moncale en débouchant sur la plaine de Calenzana, obscure, enfermée dans le cirque montagneux du Montemaiò et du Montegrossu.
Au XVIe siècle, la pieve d'Olmia comptait environ 1 250 habitants vers 1520. Les lieux habités étaient Calensani et Mucale. Calinzana constituait la principale agglomération de la piève d'Olmia, devant son nom à un culte antique pour l'orme, arbre alors sacré.

### Les temps modernes
Au début du XVIIIe siècle, l’abbé Francesco Maria Accinelli relatait que la pieve di Pino qui comprenait : Moccale (249 hab.), Calenzana (1 615 hab.) et Monte Maggiore (552 hab.), était dans la juridiction de Calvi.
Un "dénombrement" entrepris par Choiseul en 1769 mentionne que le village de Mochalo compte 283 habitants et 728 chèvres.
Après la capitulation de la Balagne devant les troupes françaises en mai 1769, le Comte de Vaux ordonne la destruction des villages insoumis. Moncale est ravagé et brûlé.
En juin 1774, Moncale qui s'est reconstruit, refuse toujours de se soumettre. Le village est une nouvelle fois saccagé puis brûlé en représailles par les troupes du général Sionville. Celui-ci commettra d'autres exactions en Corse notamment dans le Niolo (« Histoire des pendus du Niolu »). (voir aux Archives de la Corse, la série C 118, 120 pièces).
- 1768 - Le 15 mai. Par le traité de Versailles, l'administration militaire de la Corse est confiée à titre provisoire par la république de Gênes au roi de France qui s'engage à la pacifier et à la restituer moyennant remboursement par la Sérénissime République des frais occasionnés par la campagne militaire. L'interprétation ambiguë de ce traité laisse croire, depuis, à une cession monnayée de la Corse à la France.
- Moncale se trouve dans la pieve de Monte Grosso.
- 1789 - 30 novembre, la Corse est intégrée au royaume de France. Dès janvier 1790, la république de Gênes conteste cette annexion.
- 1790 - Avec la Révolution française est créé le département de Corse avec Bastia comme préfecture.
- 1793 - An II. La Convention divise l'île en deux départements : Golo (l'actuelle Haute-Corse) dont fait partie Moncale, et Liamone (l'actuelle Corse-du-Sud) sont créés. La pieve de Monte Grosso devient par décret de la Convention du 1er juillet 1793, le canton de Montegrosso faisant partie du département du Golo. La commune porte le nom de Moncale. Elle intègre le canton de Montegrosso, dans le district de Calvi.
- 1801 - Sous le Consulat[Note 4], la commune garde le nom de Moncale, est toujours dans le canton de Montegrosso, dans l'arrondissement de Calvi et le département du Golo.
- 1811 - Les départements du Golo et du Liamone sont fusionnés pour former le département de Corse.
- 1828 - Moncale passe dans le canton de Calenzana (chef-lieu Calenzana)
- 1869 - Dans la nuit du 20 au 21 octobre, une violente tempête ravage le village. Des ruisseaux transformés en torrents ont emporté cultures, maisons, et troupeaux.

### Époque contemporaine
- 1954 - Le canton de Calenzana est formé avec les communes de Moncale, Calenzana, Zilia, Manso, Galéria, Cassano, Montemaggiore et Lunghignano.
- 1975 - L'île est à nouveau scindée en deux départements. Moncale se trouve en Haute-Corse.
- 2005 - Épargnée par le terrible incendie de Calenzana, la commune a conservé ses oliviers.
- 2010 - Moncale a été l'une des premières communes à se doter d'un columbarium.
- 2011 - Création par la société Héliomed, sur une surface de 7 ha, d'une ferme photovoltaïque.
- 2012 - En mai, le Conseil municipal a adopté un blason aux armes de Moncale : "d'azur à la fasce ondée d’argent, au château crénelé, maçonné de sable, ajouré et ouvert du champ, à trois besants d’or en pointe. L'écu timbré d'une couronne comtale est soutenu à dextre par un rameau de chêne et à sénestre par un rameau d'olivier, et la devise « Nemo me necat »"[14].
- 2014 - Par décret du 26 février 2014, La commune est rattachée au canton de Calvi.

## Économie
La faible économie locale repose sur l'agriculture. La culture des oliviers qui produit une huile de qualité, le miel de maquis et le pastoralisme constituent l'essentiel de la petite économie locale. Le fromage produit est du type Calinzanincu.
La vigne a complètement disparu du paysage.
Depuis 2011, la commune de Moncale a confié à la société Héliocorse2 l'exploitation d'une ferme photovoltaïque de sept hectares, au lieu-dit « Alzetta » à l'ouest de la commune.

## Politique et administration

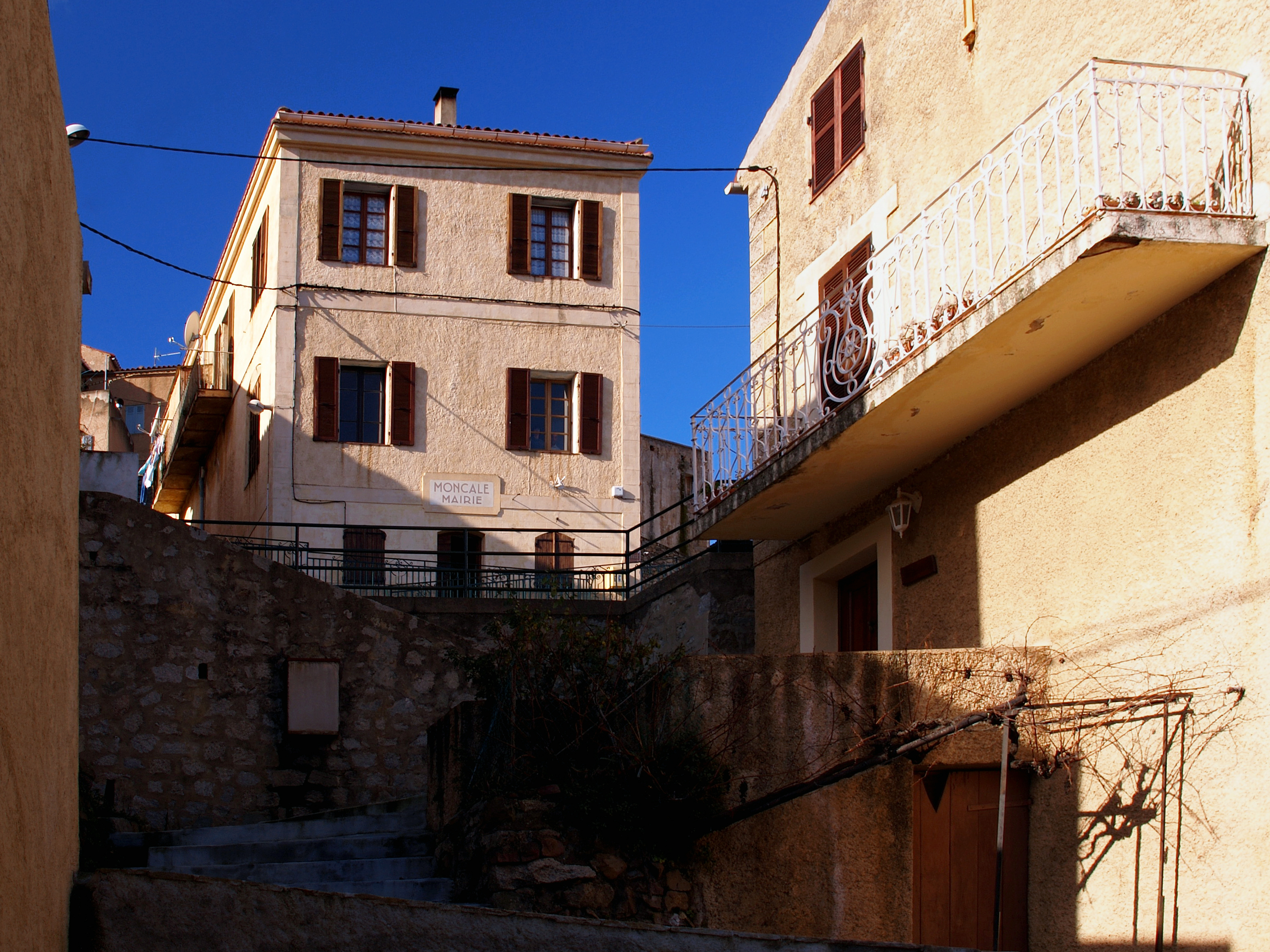
Bâtiment abritant la mairie et l'école communale.

### Liste des maires
| Période                                          | Période             | Identité                       | Étiquette                       | Qualité                                       |
| ------------------------------------------------ | ------------------- | ------------------------------ | ------------------------------- | --------------------------------------------- |
| Rien avant 12 Vendémiaire an IX (4 octobre 1800) |                     |                                |                                 |                                               |
| Vendémiaire an IX (octobre 1800)                 | 1814                | Luigi Maraninchi               |                                 |                                               |
| 1814                                             | 1818                | Gian-Battista Darj             |                                 |                                               |
| 1818                                             | 1818                | Gian-Tomaso Bianconi           |                                 |                                               |
| 1819                                             | 1830                | Pietro Maraninchi              |                                 |                                               |
| 1830                                             | 1836                | Luigi Maraninchi               |                                 |                                               |
| 1836                                             | 1839                | Luigi Dary                     |                                 |                                               |
| 1839                                             | 1840                | Ghilfuccio Maraninchi          |                                 |                                               |
| 1841                                             | 1862                | Giuseppe-Maria Maraninchi      |                                 |                                               |
| 1862                                             | 1870                | Pierre-Jean Maraninchi         |                                 |                                               |
| 1870                                             | 1871                | Dominique Alfonsi              |                                 |                                               |
| 1871                                             | 1871                | Martin Olivieri                |                                 |                                               |
| 1871                                             | 1904                | Pierre-Jean Maraninchi         |                                 |                                               |
| 1904                                             | 1912                | Jean-Baptiste Ambrosini        |                                 |                                               |
| 1912                                             | 1919                | Don-Joseph Orsini              |                                 |                                               |
| 1919                                             | 1935                | Auguste Maraninchi             |                                 |                                               |
| 1935                                             | 1937                | Xavier Massoni                 |                                 |                                               |
| 1938                                             | 1943                | Martin Napoleoni               |                                 |                                               |
| 1943                                             | dcd 13 février 1946 | Auguste Maraninchi             |                                 |                                               |
| 1946                                             | 1976                | Jean-Étienne Alberti           |                                 |                                               |
| 1976                                             | 1983                | François Acquaviva             |                                 |                                               |
| 1983                                             | 2001                | Michel Albertini († juin 2011) | RPR                             | Maire honoraire en 2001                       |
| 2001                                             | 2021                | Jean LUCIANI                   | UMP-Les Républicains            |                                               |
| 2021                                             | En cours            | Jean-Baptiste FILIPPI          | [Femu a Corsica (nationaliste)] | Berger chevrier Maître Droit université Corté |
| Les données manquantes sont à compléter.         |                     |                                |                                 |                                               |

## Population et société

### Démographie
L'évolution du nombre d'habitants est connue à travers les recensements de la population effectués dans la commune depuis 1800. Pour les communes de moins de 10 000 habitants, une enquête de recensement portant sur toute la population est réalisée tous les cinq ans, les populations de référence des années intermédiaires étant quant à elles estimées par interpolation ou extrapolation. Pour la commune, le premier recensement exhaustif entrant dans le cadre du nouveau dispositif a été réalisé en 2005.

En 2022, la commune comptait 342 habitants, en évolution de +5,56 % par rapport à 2016 (Haute-Corse : +5,15 %, France hors Mayotte : +2,11 %).
| 1800 | 1806 | 1821 | 1831 | 1836 | 1841 | 1846 | 1851 | 1856 |
| ---- | ---- | ---- | ---- | ---- | ---- | ---- | ---- | ---- |
| 349  | 386  | 339  | 357  | 385  | 418  | 432  | 419  | 421  |

| 1861 | 1866 | 1872 | 1876 | 1881 | 1886 | 1891 | 1896 | 1901 |
| ---- | ---- | ---- | ---- | ---- | ---- | ---- | ---- | ---- |
| 433  | 405  | 398  | 381  | 446  | 465  | 507  | 555  | 509  |

| 1906 | 1911 | 1921 | 1926 | 1931 | 1936 | 1946 | 1954 | 1962 |
| ---- | ---- | ---- | ---- | ---- | ---- | ---- | ---- | ---- |
| 519  | 529  | 504  | 502  | 504  | 465  | 408  | 214  | 190  |

| 1968 | 1975 | 1982 | 1990 | 1999 | 2005 | 2006 | 2010 | 2015 |
| ---- | ---- | ---- | ---- | ---- | ---- | ---- | ---- | ---- |
| 131  | 162  | 176  | 170  | 201  | 229  | 227  | 256  | 316  |

| 2020 | 2022 | - | - | - | - | - | - | - |
| ---- | ---- | - | - | - | - | - | - | - |
| 337  | 342  | - | - | - | - | - | - | - |

### Enseignement
L'école primaire publique la plus proche se situe à Calenzana, distante de 2 km environ. Le collège (collège JF-Orabona) se situe à Calvi, distant de 14 km. Quant au lycée (lycée de Balagne) public, il se  trouve à L'Ile-Rousse à 28km.

### Santé
Le plus proche hôpital est le centre hospitalier de Calvi-Balagne, ex antenne médicale de Balagne (AMU de Calvi) - adresse : lieu-dit Guazzole - 20260 Calvi, distant de 13 km. On trouve néanmoins à Calenzana une pharmacie, un dentiste et une maison médicale à Calenzana regroupant médecins, infirmières, masseur-kinésithérapeute et des consultations de gynécologie, endocrinologie et sophrologie. A Moncale, sont installés deux masseur-kinésithérapeutes ainsi que deux infirmiers.

### Cultes
La paroisse (église San Roccu) relève du diocèse d'Ajaccio.

### Manifestations culturelles et festivités
- San Roccu le saint patron est fêté le 16 août.

## Culture locale et patrimoine

### Lieux et monuments

#### Église Saint-Roch

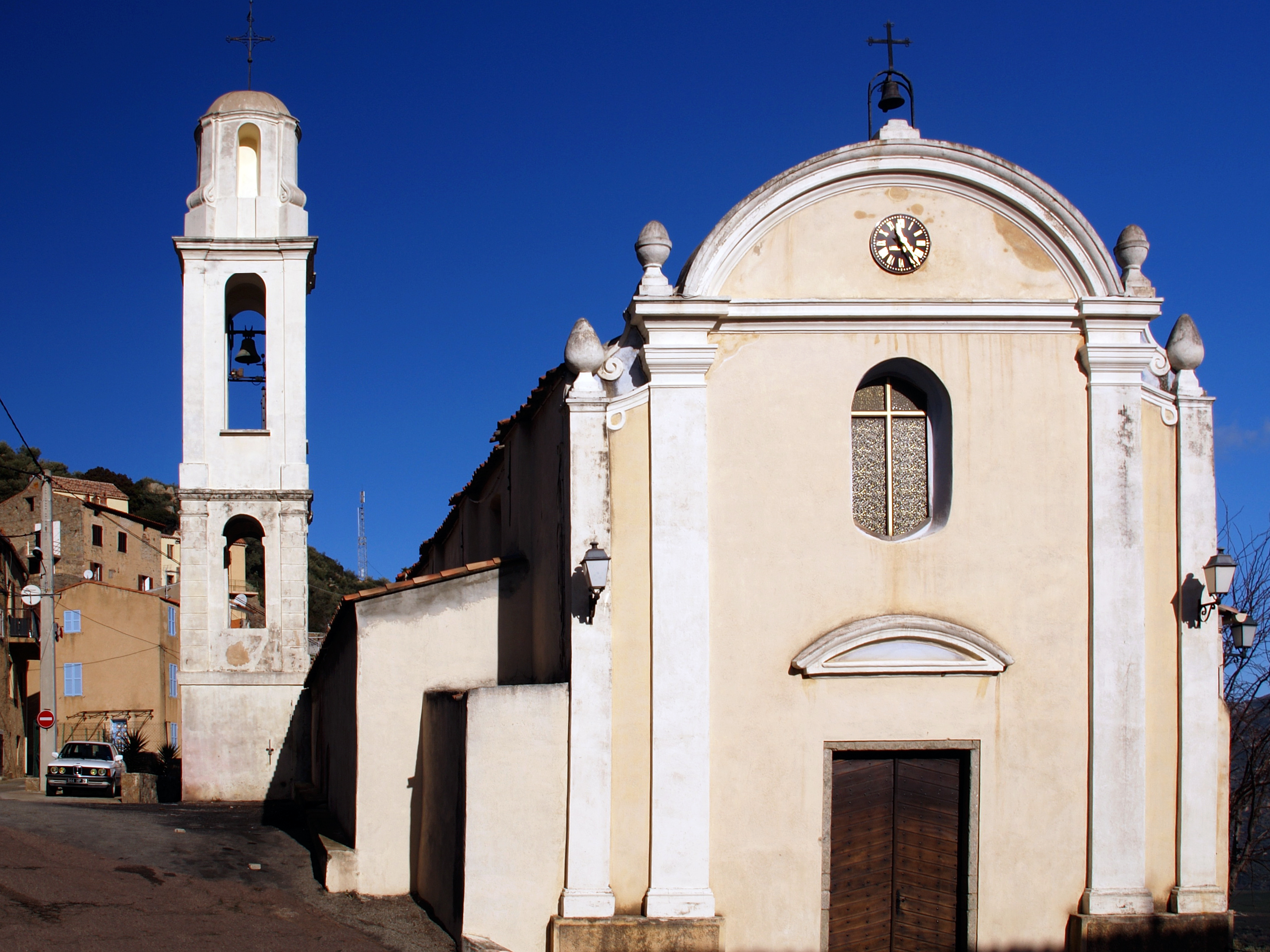
Église Saint-Roch, saint patron du village.

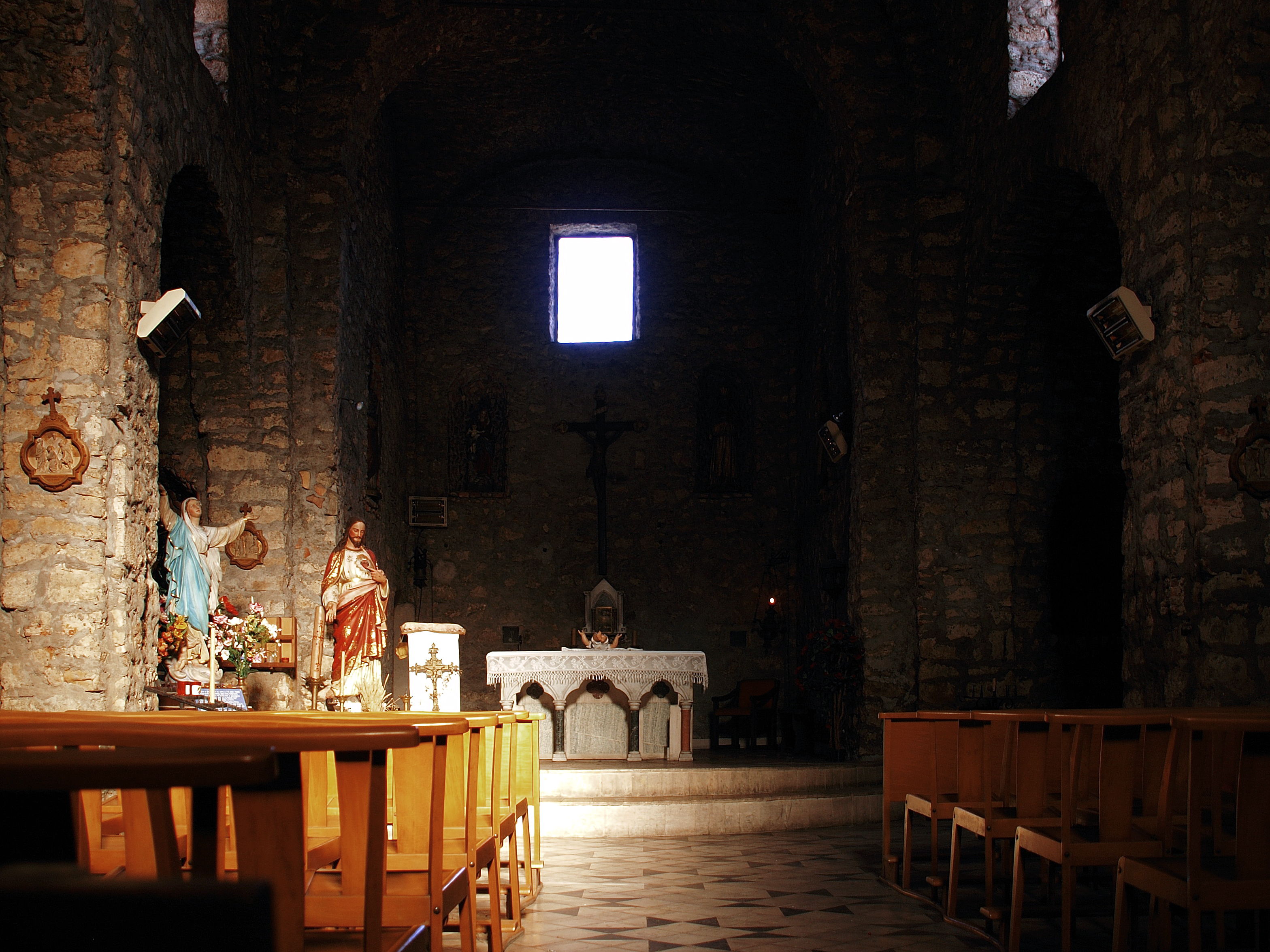
Intérieur de l'église Saint-Roch.

L'église Saint-Roch (San Roccu) a été bâtie au XVIIe siècle et érigée en église paroissiale en 1686 en remplacement de l'église San Tumà. La petite église restaurée est située au cœur du village. Le clocher en est séparé. L'intérieur a été restauré en pierres apparentes. Statuaire variée dont une statue en bois d'une Vierge à l'Enfant et une statue en marbre du XVIIe siècle de saint Nicolas de Bari, inscrite à l'inventaire des objets mobiliers au titre des monuments historiques par arrêté no 04/1461 du 14 décembre 2004. Cette statue proviendrait d'une église située dans le Marsolinu et détruite lors de la guerre entre l'Office de Saint Georges et le comte de Cinarca, Jean-Paul de Leca ou au cours d'incursions barbaresque. Points à vérifier.
La restauration de l'église a été achevée en 2011 par la pose de vitraux : une Immaculée Conception sur la façade principale, San Roccu sur la façade arrière, au-dessus de l'autel, et quatre vitraux ornés de symboles religieux sur les deux façades latérales. Les crépis des façades extérieures ont également été remis à neuf dans les tons d'origine. La restauration de l'église a été complétée par la remise en état de l'entrée orientale et de son perron, puis par le pavage en granit et la restauration d'une rambarde de l'entrée principale.

### Patrimoine naturel

#### Forêt de Bonifatu

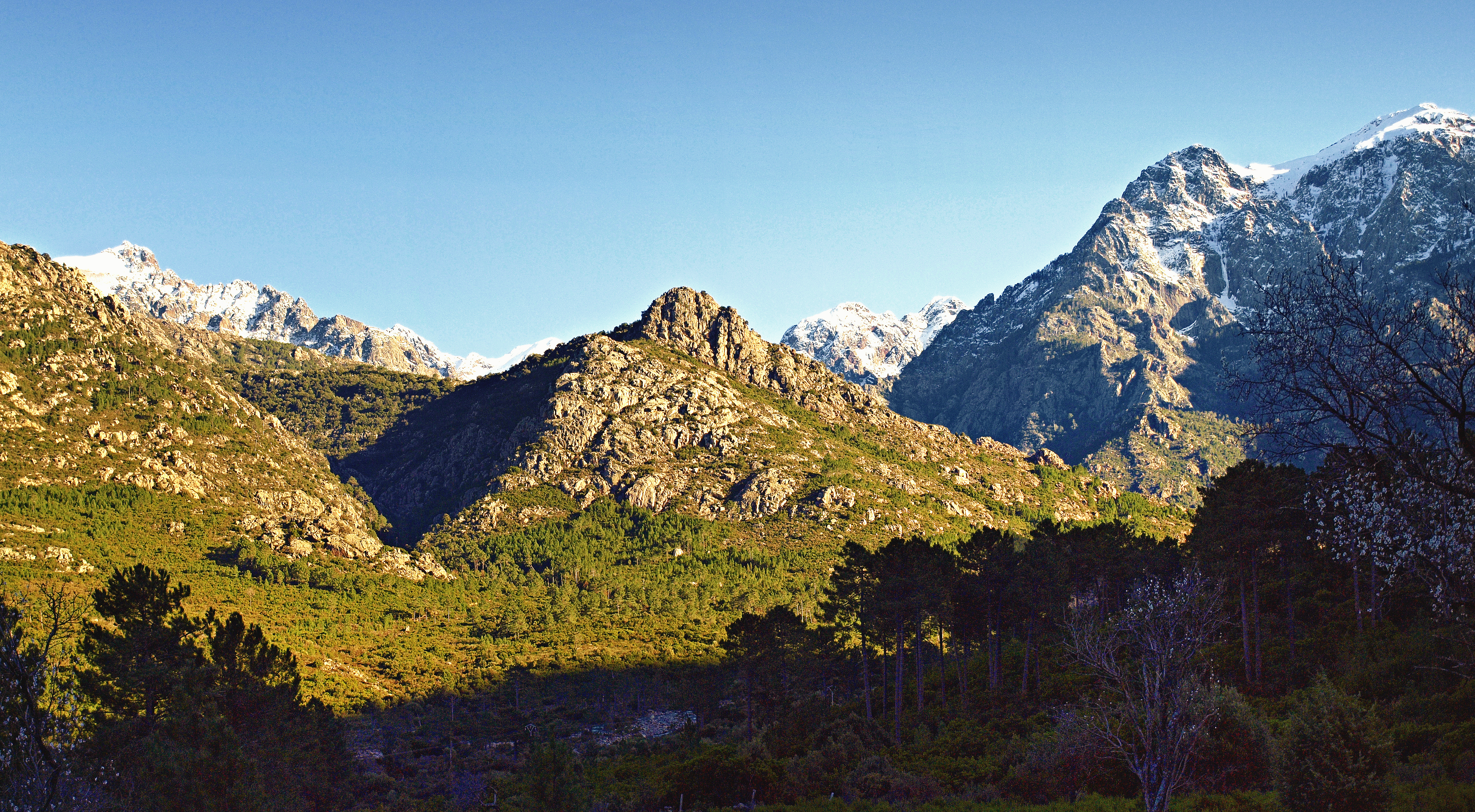
Partie du cirque de Bonifatu.

Quoique se trouvant sur le territoire de la commune de Calenzana, U Valdu di Bunifatu, la forêt territoriale de Bonifatu se situe au sud de la commune de Moncale. Elle couvre le remarquable cirque de Bonifatu tout proche.

### Personnalités liées à la commune
- José Alberti, chanoine (U Mucale 1911 - Calinzana 1992). Petit neveu du moine franciscain, vénérable Bernardin Alberti (1591-1653). Il a découvert le sarcophage de sainte Restitude et d'autres martyrs (1951). Auteur en 1986 d'un ouvrage Olmia (Calenzana) et ses Martyrs.
- Tommaso Alfonsi (U Mucale 21 août 1863 - Bologna 3 janvier 1947). Dominicain. Quitte le Couvent de Corbara en 1883. Exerce en 1896, comme professeur de théologie au couvent patriarcal de San Domenico de Bologna ; 1897 Prieur du Couvent de Ferrara. Poète de langue italienne sous le pseudonyme de U Babbuziu. Auteur de poèmes Fiori di Mucchiu (Raffaello Giusti editore Livorno 1931) et d’un lexique Il dialetto còrso nella parlata balanina (1932). Il nie l'existence d'une langue corse : « Al dialetto còrso manca poco per esser lingua italiana ; ma quel poco che gli manca basta a farlo qualificare dialetto. »
- Simon-Jean Luciani (U Mucale 1879(?) - 1938). Médecin. Poète, écrivain de langue corse avec le pseudonyme de Simonu di li Lecci.
- Michel Orsini (U Mucale 1925 - Calinzana 1978). Docteur en droit canonique avec sa thèse Corse, Terre vaticane (1975).

Moncale compte également nombre d'universitaires, écrivains, poètes, chanteurs et jouteurs de chjame è risponde.

## Héraldique
| Blason de Moncale | Blason  | D'azur à la fasce ondée d'argent, accompagnée, en chef, d'un château d'or, ouvert et ajouré du champ et maçonné de sable et, en pointe, de trois besants d'or ordonnés 2 et 1. DeviseNemo me necat (personne ne m'abat). |
| Blason de Moncale | Détails | Le statut officiel du blason reste à déterminer. |